# Юликов, Александр Михайлович
Александр Михайлович Юликов (род. 12 февраля 1943, Вятские Поляны, Кировская область) — советский и российский художник-минималист.

## Биография
Родился 12 февраля 1943 года в городе Вятские Поляны Кировской области.
С 1944 года живёт в Москве. С 1954 по 1961 год учился в Московской средней художественной школе при Академии Художеств СССР. С 1961 по 1966 год учился в Московском высшем художественно-промышленном училище. С 1966 по 1969 год учился в Московском полиграфическом институте (графическое отделение).
Работает в области иллюстрирования и оформления книги. Оформил издания: «Византийская миниатюра»; «Хлудовская псалтырь»; «Киевская псалтырь» (Издательство «Искусство»); «Эстетика Возрождения» (издательство «Мысль»); «Грановитая палата Московского Кремля»; «Большой Кремлёвский Дворец» (издательство «Аврора») и другие. Иллюстрировал произведения Ф. М. Достоевского, Н. В. Гоголя, У. Голдинга, М. Ю. Лермонтова.
Награждён дипломом I степени на всесоюзном конкурсе «Лучшие издания 1977 г.», в 1978 году — дипломом II степени. Живёт и работает в Москве.

## Работы находятся в собраниях
- Государственная Третьяковская галерея, Москва.
- Государственный Русский музей, Санкт-Петербург
- Государственный центр современного искусства, Москва.
- Музей актуального искусства ART4.RU, Москва.
- Московский музей современного искусства.
- Орловский областной музей изобразительных искусств, Орёл.
- Людвиг Форум международного искусства, Ахен, ФРГ.
- Musee d`Art Moderne, Saint-Etienne, Франция.
- Музей Джейн Вурхис Зиммерли, коллекция Нортона и Нэнси Додж, Рутгерский университет, кампус Нью-Брансуик, Нью-Джерси, США.
- Коллекция Евгения Нутовича, Москва.

## Персональные выставки
- 2015 — «Обнажённая и абстракция Архивная копия от 8 августа 2017 на Wayback Machine», галерея Открытый клуб, Москва
- 2008 — «Александр Юликов. Экспозиция работ». Государственный центр современного искусства, Москва.
- 2008 — «Во главе угла». «VP STUDIO» Галерея Веры Погодиной, Москва.[2]
- 2006 — «Живопись». Галерея «Каренина», Москва.
- 2006 — «Графика 1965—2005». МГУП. Музей Книги, Москва.
- 1995 — «Формы». Галерея «Велта», Москва.
- 1993 — «Проект». Галерея «Велта», Москва.
- 1990 — «Живопись». ДК выходцев из СССР, Иерусалим, Израиль.
- 1989 — «Живопись». Галерея «Бронда», Хельсинки, Финляндия.
- 1989 — «Графика». В здании Секретариата ООН, Нью-Йорк, США.
- 1987 — «100 листов». Дом медика, Москва.
- 1976 — «Острижение» (хеппенинг). Мастерская Л. Сокова, Москва.